# Rechtliches Gehör
Nach Art. 103 Abs. 1 Grundgesetz (GG) hat in Deutschland vor Gericht jedermann Anspruch auf rechtliches Gehör (lat. audiatur et altera pars). Es bedeutet im Kern, dass Aussagen der streitenden Parteien nicht bloß gehört, sondern inhaltlich gewürdigt und bei der Urteilsfindung gegebenenfalls mit berücksichtigt werden müssen. Der Anspruch auf rechtliches Gehör ist ein grundrechtsgleiches Recht (kein Grundrecht, wie Art. 94 Abs. 1 Nr. 4a GG zu entnehmen ist) und ist zugleich eine besondere Erscheinungsform grundgesetzlicher Rechtsstaatlichkeit. Das rechtliche Gehör wird unter anderem durch die gerichtliche Hinweispflicht verwirklicht.

## Historische Wurzeln
Der Anspruch auf rechtliches Gehör ist ein schon altes strafprozessuales Recht. Es geht zurück auf den französischen Kardinal Jean Lemoine (1250–1313), der es theologisch mit dem Hinweis auf die Umstände der Vertreibung von Adam und Eva aus dem Paradies begründete, denn Gott habe Adam und Eva vor dem Erlass des Urteils wegen des Verspeisens der verbotenen Frucht die Gelegenheit gegeben, sich zu rechtfertigen (1. Moses 3/11-13): „Und er sprach: Wer hat dir gesagt, dass du nackt bist? Hast Du gegessen von dem Baum, von dem ich dir gebot, du solltest nicht davon essen?“ Da sprach Adam: „Das Weib, das du mir zugesellt hast, gab mir von dem Baum, und ich aß.“ Da sprach Gott der Herr zum Weibe: „Warum hast du das getan?“ Das Weib sprach: „Die Schlange betrog mich, so dass ich aß.“

## Allgemeines
Das Bundesverfassungsgericht hat in folgenden Entscheidungen dazu Stellung bezogen:
„Der in Art. 103 Abs. 1 GG verbürgte Anspruch auf rechtliches Gehör ist eine Folgerung aus dem Rechtsstaatsgedanken für das gerichtliche Verfahren. Der Einzelne soll nicht bloßes Objekt des Verfahrens sein, sondern er soll vor einer Entscheidung, die seine Rechte betrifft, zu Wort kommen, um Einfluss auf das Verfahren und sein Ergebnis nehmen zu können“
„Das Grundgesetz sichert rechtliches Gehör im gerichtlichen Verfahren durch das Verfahrensgrundrecht des Art. 103 Abs. 1 GG. Rechtliches Gehör ist nicht nur ein ‚prozessuales Urrecht‘ des Menschen, sondern auch ein objektivrechtliches Verfahrensprinzip, das für ein rechtsstaatliches Verfahren im Sinne des Grundgesetzes schlechthin konstitutiv ist (vgl. BVerfGE 55, 1 <6>). Seine rechtsstaatliche Bedeutung ist auch in dem Anspruch auf ein faires Verfahren gemäß Art. 6 Abs. 1 der Europäischen Menschenrechtskonvention sowie in Art. 47 Abs. 2 sowie Art. 41 Abs. 2 lit. a der Europäischen Grundrechte-Charta anerkannt. Der Einzelne soll nicht nur Objekt der richterlichen Entscheidung sein, sondern vor einer Entscheidung, die seine Rechte betrifft, zu Wort kommen, um als Subjekt Einfluss auf das Verfahren und sein Ergebnis nehmen zu können (vgl. BVerfGE 9, 89 <95>). Rechtliches Gehör sichert den Parteien ein Recht auf Information, Äußerung und Berücksichtigung mit der Folge, dass sie ihr Verhalten im Prozess eigenbestimmt und situationsspezifisch gestalten können. Insbesondere sichert es, dass sie mit Ausführungen und Anträgen gehört werden.“
„Art. 103 Abs. 1 GG steht daher in einem funktionalen Zusammenhang mit der Rechtsschutzgarantie (vgl. BVerfGE 81, 123 <129>). Diese sichert den Zugang zum Verfahren, während Art. 103 Abs. 1 GG auf einen angemessenen Ablauf des Verfahrens zielt: Wer bei Gericht formell ankommt, soll auch substantiell ankommen, also wirklich gehört werden. Wenn ein Gericht im Verfahren einen Gehörsverstoß begeht, vereitelt es die Möglichkeit, eine Rechtsverletzung vor Gericht effektiv geltend zu machen.“
„Nach der ständigen Rechtsprechung des Bundesverfassungsgerichts verpflichtet Art. 103 Abs. 1 GG das Gericht, die Ausführungen der Prozessbeteiligten zur Kenntnis zu nehmen und in Erwägung zu ziehen. Dabei soll das Gebot des rechtlichen Gehörs als Prozessgrundrecht sicherstellen, dass die von den Fachgerichten zu treffende Entscheidung frei von Verfahrensfehlern ergeht, welche ihren Grund in unterlassener Kenntnisnahme und Nichtberücksichtigung des Sachvortrags der Parteien haben.“

## Einzelne Ausprägungen des Anspruchs auf rechtliches Gehör

### Allgemeines
Der Anspruch auf rechtliches Gehör gewährt jedem, der an einem gerichtlichen Verfahren beteiligt oder sonst unmittelbar davon betroffen ist, das Recht,
- sich über den Verfahrensstoff zu informieren (siehe dazu auch Akteneinsicht),
- sich im Verfahren vor dem Erlass einer Entscheidung mindestens schriftlich in rechtlicher und tatsächlicher Hinsicht hinreichend äußern zu können und
- mit seinem Vorbringen bei der Entscheidungsfindung berücksichtigt zu werden.

Es bedeutet daneben, dass ein Beschwerter durch Zugang Kenntnis von einer Entscheidung erhalten soll.
Der Anspruch auf rechtliches Gehör garantiert dem Berechtigten lediglich die Möglichkeit, sich im Verfahren zu äußern. Hat er diese Möglichkeit im Einzelfall gehabt, sie aber nicht wahrgenommen, so ist dem Anspruch Genüge getan (Vorladung, schriftliche Äußerung). Der Anspruch auf rechtliches Gehör gewährt naturgemäß auch kein Recht darauf, dass die Entscheidung letztlich im Sinne des Vorbringens des Berechtigten getroffen wird. Die Ausführungen des Beteiligten sind nur zu berücksichtigen, wenn sie zutreffend und erheblich sind.
Grundsätzlich ist davon auszugehen, dass die Gerichte den Sachvortrag der Prozessbeteiligten berücksichtigen, d. h. das Vorbringen zur Kenntnis nehmen und bei ihrer Entscheidung gegeneinander abwägen. Das Gericht muss sich nicht mit allen, sondern nur mit den wesentlichen Argumenten der Beteiligten auseinandersetzen.

### Anhörungsrüge
Aus – sich entlastender – Sicht des BVerfG folgt(e) aus Art. 101 Abs. 1 GG die Pflicht des Gesetzgebers, die Möglichkeit einer Gehörsrüge auf der fachgerichtlichen Ebene zu eröffnen:
„Erfolgt die behauptete Verletzung des Verfahrensgrundrechts in der letzten in der Prozessordnung vorgesehenen Instanz und ist der Fehler entscheidungserheblich, muss die Verfahrensordnung eine eigenständige gerichtliche Abhilfemöglichkeit vorsehen. Anderenfalls bliebe die Beachtung des Grundrechts aus Art. 103 Abs. 1 GG in der Fachgerichtsbarkeit kontrollfrei […]. Dementsprechend hat das Bundesverfassungsgericht im Beschluss des Plenums aus dem Jahre 2003, weil es das Rechtsschutzsystem für den Rechtsschutz bei Verletzungen des Verfahrensgrundrechts aus Art. 103 Abs. 1 GG für unzureichend erachtete, dem Gesetzgeber aufgegeben, eine den Anforderungen an die Rechtsmittelklarheit genügende Neuregelung zu treffen. Dem ist der Gesetzgeber mit dem Gesetz über die Rechtsbehelfe bei Verletzung des Anspruchs auf rechtliches Gehör (Anhörungsrügengesetz) mit Wirkung zum 1. Januar 2005 nachgekommen.“

### Verwaltungsprozessrecht
Im Verwaltungsprozessrecht kommt der Anspruch auf rechtliches Gehör v. a. in § 108 Abs. 2 VwGO zum Tragen: Das Urteil darf nur auf Tatsachen und Beweisergebnisse gestützt werden, zu denen die Beteiligten sich äußern konnten; gegebenenfalls hat einer der Prozessbeteiligten das Recht, in Form einer Anhörungsrüge gemäß § 152a VwGO seinem Recht auf rechtliches Gehör Nachdruck zu verleihen.

### Zivilprozessrecht

#### Möglichkeit der Stellungnahme zu gegnerischem Vortrag
„Die Gewährung rechtlichen Gehörs setzt voraus, dass einer gerichtlichen Entscheidung nur solche Tatsachen und Beweisergebnisse zugrunde gelegt werden, zu denen sich die Beteiligten vorher äußern konnten“
„Gemäß § 156 Abs. 1 und 2 Satz 1 ZPO sind die Gerichte verpflichtet, die mündliche Verhandlung von Amts wegen wieder zu eröffnen, wenn eine Verletzung des Anspruchs auf rechtliches Gehör erkennbar ist“
Legt bei einer Werklohnklage die Gegenseite am letzten Tag der Schriftsatzfrist eine Rechnung und einen Montagenachweis vor, welche der Beklagten nach Ablauf der Schriftsatzfrist zugestellt wurden, so darf das Gericht den Hinweis der Beklagten nach Ablauf der Schriftsatzfrist, die Forderung sei erfüllt, nicht übergehen.
Art. 103 Abs. 1 GG begründet auch die Pflicht des erkennenden Gerichts, dem Prozessgegner einen Antrag auf Schriftsatznachlass bekanntzugeben, damit dieser etwa seinerseits eine weitere Erklärungsfrist beantragen und weitergehend vortragen kann.

#### Beweisanträge
„In diesem Sinne gebietet Art. 103 Abs. 1 GG in Verbindung mit den Grundsätzen der Zivilprozessordnung die Berücksichtigung erheblicher Beweisanträge. Zwar gewährt Art. 103 Abs. 1 GG keinen Schutz dagegen, dass das Gericht das Vorbringen der Beteiligten aus Gründen des formellen oder materiellen Rechts ganz oder teilweise unberücksichtigt lässt. Die Nichtberücksichtigung eines von den Fachgerichten als erheblich angesehenen Beweisangebots verstößt aber dann gegen Art. 103 Abs. 1 GG, wenn sie im Prozessrecht keine Stütze mehr findet (BVerfGE 69, 141 <143 f.>).“

#### Hinweispflicht
„Art. 103 Abs. 1 GG garantiert den Verfahrensbeteiligten, dass sie Gelegenheit erhalten, sich vor Erlass einer gerichtlichen Entscheidung zu dem zugrundeliegenden Sachverhalt zu äußern und dadurch die Willensbildung des Gerichts zu beeinflussen. An einer solchen Gelegenheit fehlt es nicht erst dann, wenn ein Beteiligter gar nicht zu Wort gekommen ist oder wenn das Gericht seiner Entscheidung Tatsachen zugrunde legt, zu denen die Beteiligten nicht Stellung nehmen konnten (vgl. BVerfGE 10, 177 <182 f.>; BVerfGE 19, 32 <36>, stRspr). Eine dem verfassungsrechtlichen Anspruch genügende Gewährung rechtlichen Gehörs setzt auch voraus, dass der Verfahrensbeteiligte bei Anwendung der von ihm zu verlangenden Sorgfalt zu erkennen vermag, auf welchen Tatsachenvortrag es für die Entscheidung ankommen kann (vgl. BVerfGE 84, 188 <190>). Zwar ergibt sich aus Art. 103 Abs. 1 GG keine allgemeine Frage- und Aufklärungspflicht des Richters. Ein Gericht verstößt aber dann gegen Art. 103 Abs. 1 GG und das Verbot von Überraschungsentscheidungen, wenn es ohne vorherigen Hinweis Anforderungen an den Sachvortrag stellt oder auf rechtliche Gesichtspunkte abstellt, mit denen auch ein gewissenhafter und kundiger Prozessbeteiligter nach dem bisherigen Prozessverlauf nicht zu rechnen brauchte (vgl. BVerfGE 84, 188 <190>; BVerfGE 86, 133 <144 f.>; BVerfGE 7, 350 <354>).“

#### Mündlichkeitsprinzip
Aus Art. 103 Abs. 1 GG folgt nach ständiger Rechtsprechung des Bundesverfassungsgerichts zwar kein unmittelbarer ein Anspruch auf eine mündliche Verhandlung. Vielmehr ist es Sache des Gesetzgebers zu entscheiden, in welcher Weise rechtliches Gehör gewährt werden soll. Hat eine mündliche Verhandlung aber von Gesetzes wegen stattzufinden, wie dies in den Fällen des § 495a Satz 2 ZPO auf Antrag einer Partei vorgeschrieben ist, verletzt eine diesen Antrag ohne Weiteres übergehende Entscheidung ohne mündliche Verhandlung den Anspruch auf rechtliches Gehör aus Art. 103 Abs. 1 GG. Mit einer solchen Verfahrensweise wird das rechtlich geschützte Vertrauen des Betroffenen, Tatsachen und Rechtsauffassungen noch im Rahmen einer mündlichen Verhandlung unterbreiten zu können, in überraschender Weise enttäuscht und die Bedeutung und Tragweite des Grundrechts auf rechtliches Gehör verkannt.
Dem Anspruch auf rechtliches Gehör kann auch schriftlich entsprochen werden. Der Gesetzgeber hat etwa bei der Regelung des § 552a ZPO sich zulässigerweise dazu entschlossen, rechtliches Gehör in schriftlicher Form zu gewähren (vgl. § 552a Satz 2 i. V. m. § 522 Abs. 2 Satz 2 ZPO).
Jedoch hat nach Art. 6 Abs. 1 EMRK in bestimmten dort genannten Fällen eine mündliche Verhandlung zu irgendeinem Zeitpunkt des gesamten Verfahrens stattzufinden. Findet in diesem Fall das gesamte Verfahren über keine einzige mündliche Verhandlung statt, verletzt dies das Grundrecht auf Gewährung rechtlichen Gehörs.
Wenn anders der Grundsatz der Wahrung des rechtlichen Gehörs nicht sichergestellt werden kann, ist einem mittellosen Beteiligten für die Teilnahme an der mündlichen Verhandlung eine Reiseentschädigung aus der Staatskasse zu gewähren.

#### Parteivortrag, Berücksichtigung
Das Bundesverfassungsgericht hat in folgenden Entscheidungen dazu Stellung bezogen:
„Der in Art. 103 Abs. 1 GG verbürgte Anspruch auf rechtliches Gehör verpflichtet das Gericht, die Ausführungen der Verfahrensbeteiligten zur Kenntnis zu nehmen und in Erwägung zu ziehen […]. Art. 103 Abs. 1 GG ist allerdings erst verletzt, wenn sich im Einzelfall klar ergibt, dass das Gericht dieser Pflicht nicht nachgekommen ist. Ein vom Bundesverfassungsgericht festzustellender Verstoß gegen Art. 103 Abs. 1 GG liegt vor, wenn im Einzelfall besondere Umstände deutlich machen, dass tatsächliches Vorbringen eines Beteiligten entweder überhaupt nicht zur Kenntnis genommen oder bei der Entscheidung nicht erwogen wurde.“
Art. 103 Abs. 1 GG in Verbindung mit den Grundsätzen der Zivilprozessordnung gebietet die Berücksichtigung erheblichen Vorbringens und erheblicher Beweisanträge […]. Zwar gewährt Art. 103 Abs. 1 GG keinen Schutz dagegen, dass das Gericht Vorbringen der Beteiligten aus Gründen des formellen oder materiellen Rechts ganz oder teilweise unberücksichtigt lässt […]; der Anspruch auf rechtliches Gehör ist jedoch verletzt, wenn die Nichtberücksichtigung von Vortrag oder von Beweisanträgen im Prozessrecht keine Stütze mehr findet."
Ein Gericht, das unstreitigen Parteivortrag als streitig und für nicht bewiesen erachtet, ohne dass dies im Prozessrecht eine Stütze findet, verletzt das rechtliche Gehör der entsprechenden Partei.
„Geht das Gericht auf den wesentlichen Kern des Tatsachenvortrags einer Partei zu einer Frage, die für das Verfahren von zentraler Bedeutung ist, in den Entscheidungsgründen nicht ein, so läßt dies auf die Nichtberücksichtigung des Vortrags schließen, sofern er nicht nach dem Rechtsstandpunkt des Gerichts unerheblich oder aber offensichtlich unsubstantiiert war.“

#### Zeugenvernehmung
Unterbleibt – und sei es versehentlich – die Anordnung einer Vorschusszahlung unter Fristsetzung, darf die Vernehmung eines präsenten Zeugen, für den kein Vorschuss gezahlt wurde, nicht wegen fehlender Vorschusszahlung abgelehnt werden.
Es liegt ein Verstoß gegen den Anspruch auf rechtliches Gehör vor, wenn ein Berufungsgericht ohne erneute Zeugenvernehmung von der erstinstanzlichen Beweiswürdigung abweicht:
„Nach § 529 Abs. 1 Nr. 1 ZPO muss das Berufungsgericht seiner Entscheidung grundsätzlich die vom erstinstanzlichen Gericht festgestellten Tatsachen zugrunde legen, soweit nicht konkrete Anhaltspunkte Zweifel an der Richtigkeit oder Vollständigkeit der entscheidungserheblichen Feststellungen begründen und deshalb eine erneute Feststellung gebieten. Im Fall des Zeugenbeweises setzt diese nach der Rechtsprechung des Bundesgerichtshofs zumindest in aller Regel eine erneute Vernehmung voraus. Insbesondere muss das Berufungsgericht einen bereits in erster Instanz vernommenen Zeugen nochmals gemäß § 398 ZPO vernehmen, wenn es dessen Aussage ‚anders würdigen‘ bzw. ‚anders verstehen oder werten‘ will als die Vorinstanz. Eine erneute Vernehmung kann ‚allenfalls dann‘ unterbleiben, wenn das Berufungsgericht seine abweichende Würdigung auf solche Umstände stützt, die weder die Urteilsfähigkeit, das Erinnerungsvermögen oder die Wahrheitsliebe des Zeugen noch die Vollständigkeit und Widerspruchsfreiheit seiner Aussage betreffen […]. Auch im Hinblick auf objektive Umstände, die bei der Beweiswürdigung eine Rolle spielen können und von der ersten Instanz nicht beachtet worden sind, darf das Berufungsgericht nicht ohne erneute Vernehmung des Zeugen und abweichend von der Vorinstanz zu dem Ergebnis gelangen, dass der Zeuge in einem prozessentscheidenden Punkt mangels Urteilsfähigkeit, Erinnerungsvermögens oder Wahrheitsliebe objektiv die Unwahrheit gesagt hat.“

#### Erörterung eines Sachverständigengutachtens
„Beabsichtigt ein Zivilgericht, sich bei seiner Entscheidung auf ein Sachverständigengutachten zu stützen, gehört es zum verfassungsrechtlichen Anspruch auf rechtliches Gehör, den Parteien auf Antrag die Gelegenheit zur weiteren Erläuterung des Sachverständigengutachtens einzuräumen. Dem Zivilgericht ist es in diesem Fall versagt, einen Antrag auf Erläuterung des Sachverständigengutachtens völlig zu übergehen oder ihm allein deshalb nicht nachzukommen, weil das Gutachten ihm überzeugend und nicht weiter erörterungsbedürftig erscheint. Die zu gewährende Möglichkeit der weiteren Erläuterung des Sachverständigengutachtens trägt insoweit der entscheidenden Bedeutung des Sachverständigengutachtens für den Ausgang des Verfahrens Rechnung. Dabei bleibt es grundsätzlich dem Gericht überlassen, auf welchem Weg es die gewünschte Erläuterung herbeiführt; die mündliche Anhörung des Sachverständigen ist hierfür nur ein, wenn auch ein besonders geeignet erscheinender Weg“.

#### Fehlerhafte Anwendung des §321a ZPO (Anhörungsrüge)
Da einfachrechtliche Gewährleistungen des rechtlichen Gehörs in den Verfahrensordnungen über das spezifisch verfassungsrechtlich gewährleistete Ausmaß an rechtlichem Gehör hinausreichen könne, stellt eine Verletzung einfachrechtlicher Bestimmungen nicht zwangsläufig zugleich einen Verstoß gegen Art. 103 Abs. 1 GG dar. „Jedoch gebietet Art. 103 Abs. 1 GG, dass sowohl die normative Ausgestaltung des Verfahrensrechts als auch das gerichtliche Verfahren im Einzelfall ein Ausmaß an rechtlichem Gehör eröffnen, das sachangemessen ist, um dem in bürgerlichrechtlichen Streitigkeiten aus dem Rechtsstaatsprinzip folgenden Erfordernis eines wirkungsvollen Rechtsschutzes gerecht zu werden, und das den Beteiligten die Möglichkeit gibt, sich im Prozess mit tatsächlichen und rechtlichen Argumenten zu behaupten […]. Die Verletzung einer entsprechenden Verfahrensbestimmung stellt deshalb zugleich einen Verstoß gegen Art. 103 Abs. 1 GG dar, wenn das Gericht bei der Auslegung oder Anwendung der Verfahrensbestimmung die Bedeutung oder Tragweite des Anspruchs auf rechtliches Gehör verkannt hat.“

### FamFG
„Für das Gericht erwächst aus Art. 103 Abs. 1 GG die Pflicht, vor dem Erlass einer Entscheidung zu prüfen, ob den Verfahrensbeteiligten rechtliches Gehör gewährt wurde […]. Maßgebend für diese Pflicht des Gerichts ist der Gedanke, dass die Verfahrensbeteiligten Gelegenheit haben müssen, die Willensbildung des Gerichts zu beeinflussen. Der Anspruch auf rechtliches Gehör fordert, dass das erkennende Gericht die Ausführungen der Verfahrensbeteiligten zur Kenntnis nimmt und in Erwägung zieht.“
Vor dem Beschluss eines Betreuungsgerichts einer zwangsweisen Vorführung und Untersuchung zur Einrichtung einer Betreuung ist die betroffene Person zu unterrichten und anzuhören.

### Strafprozessrecht

#### Grundsatz
Im Strafrecht strahlt das rechtliche Gehör auf eine Vielzahl von Paragraphen aus:
- § 33 StPO – Gewährung rechtlichen Gehörs vor einer Entscheidung
- § 33a StPO – Wiedereinsetzung in den vorigen Stand bei Nichtgewährung rechtlichen Gehörs
- § 311a StPO – Nachträgliche Anhörung des Gegners
- § 356a StPO – Verletzung des Anspruchs auf rechtliches Gehör bei einer Revisionsentscheidung

#### Stellungnahme der Gegenseite
„Der Anspruch auf rechtliches Gehör ist daher regelmäßig verletzt, wenn das Gericht einem Verfahrensbeteiligten, bevor es eine für ihn ungünstige Entscheidung trifft, keine Gelegenheit gibt, zu der im Verfahren abgegebenen Stellungnahme der Gegenseite Stellung zu nehmen […]. Dies gilt – auch wenn der Gehörsverstoß nach der Rechtsprechung des Bundesverfassungsgerichts zur Aufhebung der ergangenen Entscheidung nur unter der Voraussetzung führt, dass sie auf dem Verstoß beruht […] – grundsätzlich unabhängig davon, ob unter den gegebenen Umständen von der Möglichkeit auszugehen ist, dass eine mögliche Gegenstellungnahme Einfluss auf das Entscheidungsergebnis gewinnt, oder nicht. Denn der grundrechtliche Anspruch auf rechtliches Gehör dient nicht nur der Gewährleistung sachrichtiger Entscheidungen, sondern auch der Wahrung der Subjektstellung der Beteiligten im gerichtlichen Verfahren.“

## Rechtsmittel
Die Missachtung des rechtlichen Gehörs verletzt den Betroffenen in seiner allgemeinen Handlungsfreiheit gemäß Art. 2 Abs. 1 GG in Verbindung mit dem Rechtsstaatsprinzip gemäß Art. 20 Abs. 3 GG.

### Normales Rechtsmittel
Verstöße gegen den Anspruch auf rechtliches Gehör können mit den normalen Rechtsmitteln geltend gemacht werden.

### Anhörungsrüge
Ist ein Rechtsmittel nicht gegeben, kann beim Ausgangsgericht (iudex a quo) eine Anhörungsrüge erhoben werden. Wird auch darauf der Verletzung des rechtlichen Gehörs nicht abgeholfen, kann Verfassungsbeschwerde erhoben werden.

### Verfassungsbeschwerde
Eine Verfassungsbeschwerde wird gemäß § 93a Abs. 2 BVerfGG nicht zur Entscheidung angenommen, wenn sie keine Aussicht auf Erfolg hat. Sie ist unzulässig, wenn der Rechtsweg nicht erschöpft ist (§ 90 Abs. 2 Satz 1 BVerfGG).
„Vor Einlegung einer Verfassungsbeschwerde muss im Regelfall der Rechtsweg erschöpft werden (§ 90 Abs. 2 Satz 1 BVerfGG). Dazu gehört, soweit sie statthaft ist, auch die Anhörungsrüge“ „Wird mit der Verfassungsbeschwerde … eine Verletzung des Anspruchs auf rechtliches Gehör geltend gemacht, so zählt eine Anhörungsrüge an das Fachgericht ebenfalls zu dem Rechtsweg, von dessen Erschöpfung die Zulässigkeit einer Verfassungsbeschwerde im Regelfall abhängig ist […]. Das gilt für die Verfassungsbeschwerde insgesamt, nicht nur für die Rüge der Verletzung rechtlichen Gehörs“.
„Für die Erhebung der Anhörungsrüge ist es unerheblich, ob der Beschwerdeführer die Verletzung seines Anspruchs auf rechtliches Gehör ausdrücklich und unter Anführung von Art. 103 Abs. 1 GG rügt. Denn die Obliegenheit, vor Einlegung einer Verfassungsbeschwerde den Rechtsweg zu erschöpfen, erfasst auch die Erhebung einer statthaften und nicht von vornherein völlig aussichtslosen Anhörungsrüge, unabhängig davon, ob der Beschwerdeführer einen Gehörsverstoß geltend machen will. Entscheidend ist allein, ob bei objektiver Betrachtung eine Korrektur der von ihm gerügten sonstigen Grundrechtsverstöße durch die Erhebung einer Anhörungsrüge möglich gewesen wäre.“
Eine Verletzung des Anspruchs auf rechtliches Gehör kann jedoch nur dann zu einer Aufhebung der ergangenen Entscheidung führen, wenn diese auf dem Verstoß beruht.
Eine bloß perpetuierte Gehörsverletzung stellt keinen eigenständigen Verstoß gegen Art. 103 Abs. 1 GG dar; „eine sekundäre Gehörsrüge ist von Verfassungs wegen – auch unter dem Gesichtspunkt des effektiven Rechtsschutzes – nicht gefordert.“ „Aus Art. 103 Abs. 1 GG folgt kein Anspruch darauf, dass das Gericht einer bestimmten Rechtsauffassung folgt.“

### Antrag auf Erlass einer einstweiligen Anordnung
Bei Verletzung des rechtlichen Gehörs kommt auch ein Antrag auf Erlass einer einstweiligen Anordnung gemäß § 32 Abs. 1 BVerfGG in Betracht.
„Nach § 32 Abs. 1 BVerfGG kann das Bundesverfassungsgericht im Streitfall einen Zustand durch einstweilige Anordnung vorläufig regeln, wenn dies zur Abwehr schwerer Nachteile, zur Verhinderung drohender Gewalt oder aus einem anderen wichtigen Grund zum gemeinen Wohl dringend geboten ist. Dabei haben die Gründe, die für die Verfassungswidrigkeit des angegriffenen Hoheitsaktes vorgetragen werden, grundsätzlich außer Betracht zu bleiben, es sei denn, das in der Hauptsache zu verfolgende Begehren, hier also die Verfassungsbeschwerde, erweist sich von vornherein als unzulässig oder offensichtlich unbegründet […; stRspr]. Bei offenem Ausgang des Hauptsacheverfahrens sind die Folgen, die eintreten würden, wenn die einstweilige Anordnung nicht erginge, die Verfassungsbeschwerde aber später Erfolg hätte, gegenüber den Nachteilen abzuwägen, die entstünden, wenn die begehrte einstweilige Anordnung erlassen würde, der Verfassungsbeschwerde aber der Erfolg zu versagen wäre […; stRspr]. Wegen der meist weittragenden Folgen, die eine einstweilige Anordnung in einem verfassungsgerichtlichen Verfahren auslöst, ist bei der Prüfung der Voraussetzungen des § 32 Abs. 1 BVerfGG ein strenger Maßstab anzulegen […; stRspr]. Im Zuge der nach § 32 Abs. 1 BVerfGG gebotenen Folgenabwägung legt das Bundesverfassungsgericht seiner Entscheidung in aller Regel die Tatsachenfeststellungen und Tatsachenwürdigungen in den angegriffenen Entscheidungen zugrunde […].“